# قلة الصفيحات
قلة الصفيحات (بالإنجليزية: Thrombocytopenia) هو مصطلح طبي يصف انخفاض عدد الصفيحات في الدم.

بشكل عام، يتراوح عدد الصفيحات لدى الإنسان الصحي ما بين 150,000 و450,000 صفيحة في كل ميكرولتر دم. يتم تحديد هذه الحدود حسب الـ 2.5 شريحة مئوية العليا والدنيا، من هنا قيم خارج هذا المجال لا تشير بالضرورة إلى مرض. التعريف الشائع لقلة الصفيحات هو عدّ صفيحات تحت الـ 50,000 صفيحة في كل ميكرولتر دم.

## أعراض
عادة، لا تؤدي قلة الصفيحات إلى أعراض سريرية، بل يتم اكتشافها في معظم الأحيان عند إجراء فحص الدم. قد يعاني بعض المرضى من نزيف خارجي كالرعاف (نزيف في الأنف) أو نزيف في اللثة. وقد تعاني بعض النساء من دورة شهرية أطول أو نزيف مهبلي مفاجئ. وقد تظهر كذلك الكدمات، كالفرفرية في الساعدين، وهي نتيجة لنزيف تلقائي تحت الجلد. وقد تظهر الحبرات (نزيف صغير كرأس الدبوس على الجلد أو الأغشية المخاطية) على الساقين والقدمين.
يعدّ الحصول على تاريخ طبي كامل أمرًا أساسيًا للتأكد من أن انخفاض عدد الصفيحات الدموية ليس ثانويًا لاضطراب آخر. من المهم أيضًا التأكد من عدم طمس أنواع خلايا الدم الأخرى، مثل خلايا الدم الحمراء وخلايا الدم البيضاء. عادةً ما تظهر الحَبَرات غير المؤلمة والمستديرة والدقيقة (قطرها من 1 إلى 3 مم) وتتلاشى، وأحيانًا تتجمع لتشكل كدمات. تكون الكدمات أكبر من الحَبَرات، وهي مناطق أرجوانية أو زرقاء أو صفراء وخضراء من الجلد تختلف في الحجم والشكل. يمكن أن تظهر في أي مكان من الجسم.
قد يشكو الشخص المصاب بهذا المرض أيضًا من الشعور بالتوعك والإعياء والضعف العام (مع فقدان الدم المرافق أو بدونه). قد تترافق قلة الصفيحات المكتسبة مع تناول بعض الأدوية. يكشف الفحص عادةً عن دليل على وجود نزيف (حَبَرات أو كدمات)، إلى جانب نزيف بطيء ومستمر من أي إصابات أو جروح. قد يكون لدى البالغين فقاعات كبيرة مملوءة بالدم في الفم. إذا كان عدد الصفيحات الدموية للشخص يتراوح بين 30000-50000/مم3، فمن المتوقع حدوث كدمات مع صدمة طفيفة؛ إذا كان بين 15000-30000/مم3، ستلاحظ كدمات تلقائية (معظمها على الذراعين والساقين).

## أسباب
إن انخفاض عدد الصفيحات في الدم ممكن أن ينتج من عدة أمراض:

### انخفاض في الإنتاج
- الجفاف، نقص فيتامين بي12 أو حمض الفوليك
- ابيضاض الدم، أو متلازمة خلل التنسج النقوي
- انخفاض في إنتاج ثرومبوبويتين في الكبد بسبب فشل الكبد
- إنتان، عدوى مجموعية فيروسية أو جرثومية
- حمى الضنك قد تسبب قلة الصفيحات عن طريق عدوى مباشرة لخلايا النواة في نقي العظم
- متلأزمات وراثية
  - متلازمة تار
  - فقر الدم بحسب فانكوني
  - متلازمة برنارد - سوليير
  - شذوذ ماي-هغلين، مزيج من قلة الصفيحات، صفائح عملاقة، مشتملات خلايا بيضاء زرقاء شاحبة
  - متلازمة الصفيحات الرمادية
  - متلازمة ألبورت
  - متلازمة فيسكوت-ألدريك

### ازدياد في التدمير
- فرفرية قليلة الصفيحات مجهولة السبب
- متلازمة انحلال الدم اليوريمية
- ذئبة حمامية مجموعية
- التخثر المنتثر داخل الأوعية
- فرفرية تالية لنقل الدم
- متلازمة أضداد الفوسفولبيد
- قلة الصفيحات المناهضة لفيروس عوز المناعة البشري[9]
- بيلة هيموغلوبينية انتيابية ليلية
- الفرفرية قليلة الصفيحات الخثارية
- داء غوشيه

### محدّث بالأدوية
- كبت النقي المباشر:
  - حمض الفالبرويك
  - ميثوتركسيت
  - كاربوبلاتين
  - إنترفيرون
  - آيزوتريتينوين
  - بانوبينوستات
  - علاج كيميائي آخر
  - سينجولير
  - مثبطات مضخة البروتون ومناهض مستقبل H2 أدت إلى أعراض متزايدة لقلة الصفيحات، مثل نقاط حمراء في القدمين[10]

## العلاج
يُوجَّه العلاج وفق خطورة المرض وسببه المحدد. يركّز العلاج على حل المشكلة الأساسية، سواء كان ذلك يعني التوقف عن تناول الأدوية المُشتبَه في تسببها أو علاج الإنتان المُستبطِن. عادةً ما تُشخَّص وتُعالَج قلة الصفيحات الخطيرة من قبل اختصاصي أمراض الدم. يمكن استخدام الكورتيكوستيرويدات لزيادة إنتاج الصفيحات الدموية. يمكن أيضًا استخدام كربونات الليثيوم أو حمض الفوليك لتحفيز إنتاج الصفيحات الدموية في نخاع العظام.

### عملية نقل الصفيحات الدموية
يمكن اقتراح نقل الصفيحات الدموية للأشخاص الذين يعانون من انخفاض عددها بسبب اضطراب قلة الصفيحات.

### الفرفرية قليلة الصفيحات الخثارية
فرفرية قليلة الصفيحات الخثارية (TTP) هو حالة طبية طارئة، لأنها مرتبطة بفقر الدم الانحلالي وتنشيط الصفيحات الدموية ويمكن أن يؤدي ذلك إلى فشل كلوي وتغيرات في مستوى الوعي. حدثت ثورة في علاج فرفرية قليلة الصفيحات الخثارية ثمانينيات القرن العشرين من خلال تطبيق فصادة البلازما. وفقًا لفرضية فورلان-تساي، يعمل هذا العلاج عن طريق إزالة الأجسام المضادة ضد عامل بروتياز فون ويل براند والمعروف باسم ADAMTS13. يضيف إجراء فصادة البلازما أيضًا بروتينات بروتياز ADAMTS-13 النشطة للمريض، ما يعيد المستوى الطبيعي لعامل فون ويل براند متعدد القسيمات. المرضى الذين يعانون من الأجسام المضادة المستمرة ضد ADAMTS-13، لا تحدث لديهم فرفرية قليلة الصفيحات الخثارية دائمًا، وهذه الأجسام المضادة وحدها ليست كافية لشرح كيفية علاج البلازما لفرفرية قليلة الصفيحات الخثارية.